# Холопеницька сільська рада
Холопеницька сільська рада (біл. Халопеніцкі сельсавет) — адміністративно-територіальна одиниця в складі Крупського району розташована в Мінській області Білорусі. Адміністративний центр — Холопеничі.
Холопеницька сільська рада розташована на межі центральної Білорусі, в східній частині Мінської області орієнтовне розташування — супутникові знимки, північніше районного центру Крупки.
До складу сільради входять 37 населених пунктів:
- Бабарика • Борсуки • Великі Хольневичі • Борки • Білі Борки • Буда • Версанка • Вершівка • Веселове • Гальки • Ганьківка • Глинівка • Гольсберг • Городище • Грицьковичі • Дударі • Дудинка • Зарослі • Калинівка • Клишино • Краснівка • Лисичине • Малий Кам'янець • Мачулища • Мелешковичі • Мхеріно 1 • Мхеріно-2 • Подалець • Підбереззя • Посемковичі • Прудець • Слобода • Струга • Хольневичі • Шамки • Якимівка • Яновщина.